# ينيس غرد قوتش (للنفيربوللغوينغيلل)
ينيس غرد قوتش (بالإنجليزية: Ynys Gored Goch)‏ هي جزيرة تقع في المملكة المتحدة في . يقدر عدد سكانها  وترتفع عن سطح البحر 9.14 متر.